# Charles Stanislaus Frentzel-Beyme
Charles Stanislaus Frenztel-Beyme (auch: Frenzel, Frentzel; * 22. September 1788 in Memel; † 25. Februar 1860 ebenda) war ein deutscher Kaufmann und Politiker.

## Leben
Frentzel war der Sohn des Kaufmanns Johann Benjamin Frentzel. Dessen Compagnons Carl Wilhelm Beyme blieb kinderlos und adoptierte Frenztel, der sich dann Frenztel-Beyme nannte. Nach dem Tod seines Adoptivvaters erbte er von diesem das Gut Corallischken im Kreis Memel.
Frentzel-Beyme lebte als Kaufmann in Memel und wurde zum Kommerzienrat ernannt. Er war Mitglied der Handels- und Schiffahrtsdeputation in Memel. und Obervorsteher der Kaufmannschaft. 
Frenztel-Beyme war 1847 Mitglied des Ersten und 1848 des Zweiten Vereinigten Landtags für die Provinz Preußen. Von 1850 bis 1852 war er für den Wahlkreis Memel-Heydekrug (Wahlkreis Königsberg 1) Abgeordneter im Preußischen Abgeordnetenhaus.